# Nedcolbertia
Nedcolbertia é um gênero de dinossauro terópode do período Cretáceo Inferior da América do Norte.

## Descoberta e nomeação
Três esqueletos de um terópode foram descobertos em 1993 por Christopher Whittle perto de Cisco no basal Yellow Cat Member da Cedar Mountain Formation of Utah, datando do Valanginian. Estes foram posteriormente estudados e relatados em 1995 por Kirkland, Britt, Madsen e Burge. Embora em 1996 tenha sido anunciado que o taxon seria chamado de "Nedcolbertia whittlei", em 1998 foi realmente descrito e nomeado por Kirkland, Whittle, Britt, Madsen e Burge como as espécies do tipo Nedcolbertia justinhofmanni. O nome genérico homenageia o paleontólogo americano Edwin Harris Colbert, conhecido como "Ned" para seus amigos. O nome específico homenageou Justin Hofmann, um garoto de seis anos de idade de Newton, Nova Jersey, participante de um concurso para crianças pela Discover Card, o vencedor com o nome dele.

## Descrição
O holótipo, CEUM 5071, é um dos espécimes, um esqueleto parcial sem o crânio. Pertencia a um indivíduo juvenil. Os parátipos são os outros dois espécimes: CEUM 5072 e CEUM 5073, ambos esqueletos fragmentários novamente sem o crânio. Eles representam indivíduos subadult. Todos os três espécimes foram desarticulados e fortemente erodidos, tendo sido expostos na superfície antes da descoberta. Eles fazem parte da coleção do Museu Pré-Histórico do Colégio do Leste de Utah.
O holótipo de Nedcolbertia tinha um comprimento de cerca de 1,5 metros. Os parátipos, embora ainda não adultos, tinham cerca de 3 metros. Devido à condição dos restos mortais, as informações sobre a espécie são limitadas. As vértebras não foram fortemente pneumadas. A garra de polegar era muito maior do que a segunda garra da mão. O osso púbico carregava um grande "pé" com um processo anterior muito pequeno ou ausente, mas um grande processo posterior. O osso da coxa tinha um trochanter menor que era claramente menor do que o maior trochanter; o quarto trochanter foi bem desenvolvido. O pé não era arctometatarsal. Faltava uma garra de segundo pé aumentada.
Os descritores atribuíram nedcolbertia com certeza ao tétano e provisoriamente à Coelurosauria. Uma visão geral de 2016 do material ornitomosauro da Formação Arundel de Maryland descobriu que a Nedcolbertia era um ornitomosauro baseado em comparações com os restos de ornitomimosossauros de Arundel, Harpymimuse Nqwebasaurus.